# 杨孝邕
杨孝邕（499年—532年3月22日），字道喈，自称是恒农郡华阴县（今陕西省华阴市）人，北魏官员。

## 生平
杨孝邕以员外郎为起家官，升任员外常侍。普泰元年（531年）七月，尔朱氏屠杀杨家，杨孝邕逃走免死，藏匿在蛮族地区，暗中结交蛮族首领，谋划响应高欢以诛杀尔朱氏。杨孝邕化妆进入洛阳城，侦查等候机会，被人告发，尔朱世隆将他逮捕交付廷尉，普泰二年三月一日（532年3月22日），杨孝邕被拷打至死，时年虚岁三十四。太昌元年（532年），朝廷追赠使持节、东梁州诸军事、辅国将军、东梁州刺史，太昌元年十一月十九日（532年12月31日）归葬于父亲骠骑、司空公杨昱墓旁。

## 家庭

### 十三世祖
- 杨震，东汉太尉[1]

### 高祖
- 杨真，清河郡太守[1]

### 曾祖
- 杨懿，洛州刺史、弘农简公[1]

### 祖父
- 杨椿，大丞相、太师、司徒公[1]

### 父亲
- 杨昱，骠骑、司空公[1]